# Lopé Nationalpark
Lopé Nationalpark er en nationalpark i det centralafrikanske land Gabon.
Området omfatter 4.910 km², og blev første gang fredet som vildtreservat i 1946. Det blev opgraderet til nationalpark i 2002, og blev landets første verdensarvområde i 2007. Landskabstypen er tropisk regnskov og savanne.
Verdensarvområdet omfatter både naturværdier og kulturhistorie. Naturværdierne ligger blandt andet i, at området afspejler klimaændringer og geologiske processer i landskabsformningen og er næsten uberørt af menneskelige indgreb.
Området har mange kulturhistoriske værneinteresser, blandt andet spor efter tidligere bosætingsformer, 1.800 fund af klippekunst, spor efter jernproduktion og andre spor efter bantuernes og andre folkegruppers store migrationer over det afrikanske kontinent.

## Eksterne kilder og henvisninger
- faktaark Arkiveret 7. juli 2006 hos  Wayback Machine på wcs.org, Wildlife Conservation Society